# Данулешти (Хунедоара)
Данулешти (рум. Dănulești) насеље је у Румунији у округу Хунедоара у општини Гурасада. Oпштина се налази на надморској висини од 384 m.

## Становништво
Према подацима из 2002. године у насељу је живело 55 становника, од којих су сви румунске националности.